# Evangelisch-reformierte Kirche des Kantons St. Gallen
Die Evangelisch-reformierte Kirche des Kantons St. Gallen wurde im September 1803 gegründet. Kurz zuvor hatte Napoleon mit einem Federstrich den Kanton St. Gallen aus der Taufe gehoben. Als evangelische Kirchen bezeichnen sich christliche Kirchen in der Tradition der Reformation im 16. Jahrhundert. Massgebend für die Reformation in der Deutschschweiz war Huldrych Zwingli. Der St. Galler Reformator war Joachim von Watt, geläufig ist seine latinisierte Bezeichnung Vadian. Die Landeskirche ist Mitglied der Evangelisch-reformierten Kirche Schweiz und der Konferenz der Kirchen am Rhein.

## Organisation

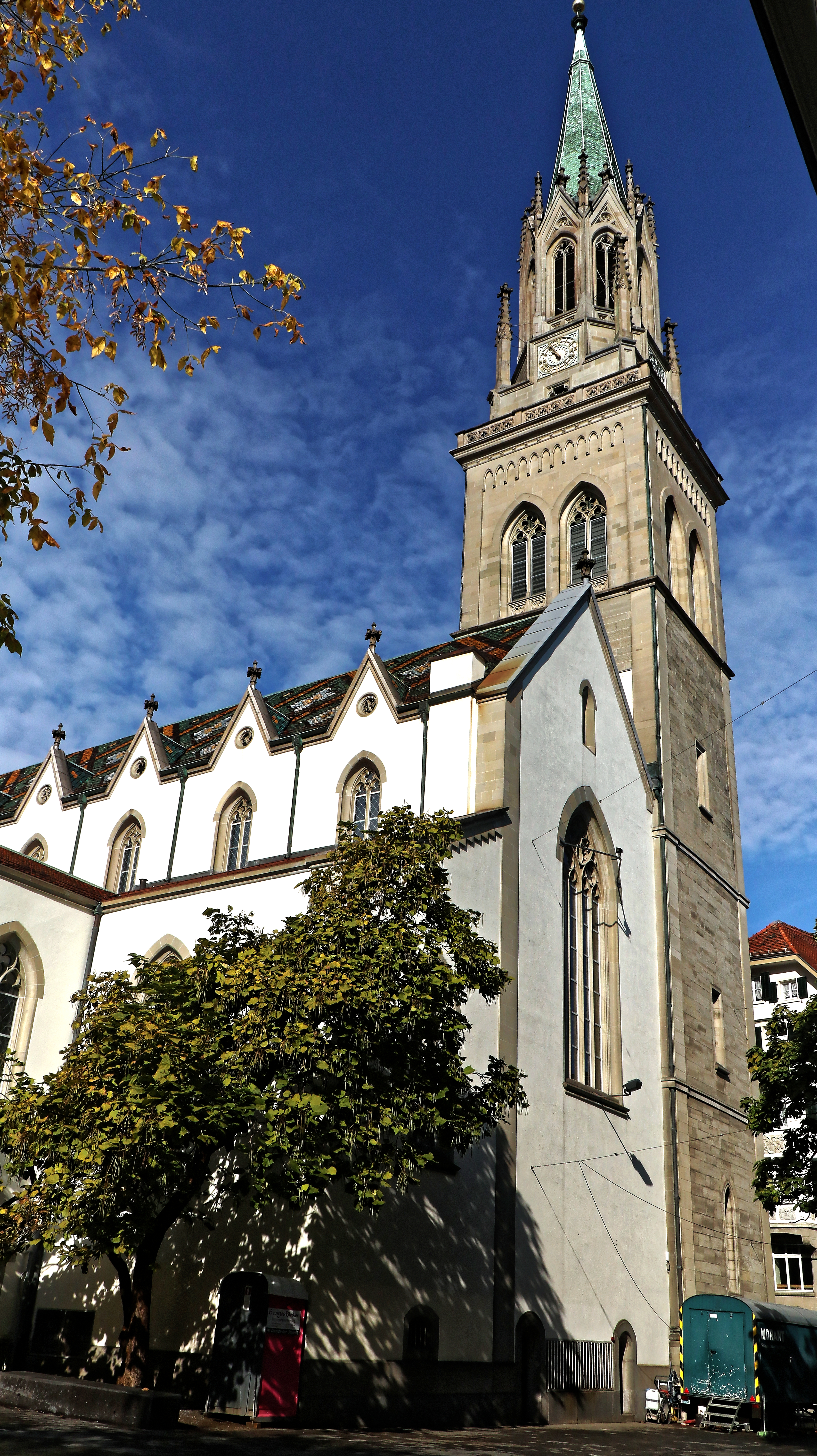
Kirche St. Laurenzen in St. Gallen

Die Evangelisch-Reformierte Kirche des Kantons St. Gallen hat (Stand 2022) 40 Kirchgemeinden (Stand 1980: 55). Diese sind in drei «Kapitel» oder Kirchenbezirke aufgeteilt: St. Gallen, Toggenburg und Rheintal.

## Verfassung
Die gültige Verfassung der Evangelisch-reformierten Kirche des Kantons St. Gallen wurde von den Stimmberechtigten des evangelischen Konfessionsteils am 13. Januar 1974 angenommen. Sie beginnt mit einer Bibelstelle: «Einen anderen Grund kann niemand legen als der, der gelegt ist, welcher Jesus Christus ist.» (1. Korinther 3,11)
Die folgenden Bestimmungen sind in sieben Teile gegliedert. Die St. Galler Kirche bekennt sich als Glied der allgemeinen christlichen Kirchen zum Evangelium Jesu Christi gemäss der Heiligen Schrift des Alten und Neuen Testamentes. Ihren Auftrag umschreibt sie als Verkündigung Jesu Christi als des Hauptes der Kirche und des Herrn der Welt. Zugleich sucht sie durch ihr dienendes Handeln das angebrochene Reich Gottes zu bezeugen. Die Evangelisch-Reformierte Kirche des Kantons St. Gallen definiert sich als Volkskirche: Alle evangelisch-reformierten Bewohner des Kantons St. Gallen gehören ihr an.
In weiteren Bestimmungen sind die Aufgaben der Kirchgemeinden, die Dienste und Ämter der Kirche, die Kirchenbezirke, die Aufgaben der Kantonalkirche sowie weitere Themen enthalten.
Die Verfassung wird ergänzt durch die Kirchenordnung, welche von der Synode am 30. Juni 1980 beschlossen wurde.